# متز (ویرجینیای غربی)
متز (به انگلیسی: Metz) یک منطقهٔ مسکونی در ایالات متحده آمریکا است که در شهرستان ماریون، ویرجینیای غربی واقع شده‌است. متز ۳۰۵٫۱۱ متر بالاتر از سطح دریا واقع شده‌است.